# Reinhard Jacob

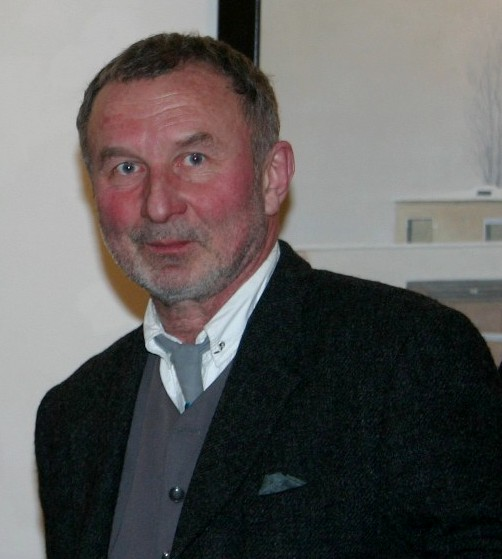
Reinhard Jacob im März 2012

Reinhard Jacob (* 20. Februar 1951 in Steinach (Thüringen)) ist ein deutscher Bildhauer und Medailleur. Seine bildhauerischen Arbeiten im öffentlichen Raum sind an zahlreichen Plätzen Berlins und anderer Städte zu finden.

## Leben
Angeregt durch Werner Stötzer studierte Jacob von 1969 bis 1977 an der Kunsthochschule Berlin-Weißensee, Fachrichtung Plastik. Seine Lehrer waren Eberhard Bachmann und Karl-Heinz Schamal. 1977/78 war er Assistent an der Hochschule, danach freischaffend in Berlin.
Reinhard Jacob war Mitglied im Verband Bildender Künstler der DDR. 1982 und 1987 war er mit bildhauerischen Arbeiten auf der Kunstausstellung der DDR vertreten.
1999 gründete er zusammen mit seiner Frau Hannelore Teutsch das PAN Atelier für Gestaltung, wo er Figuren entwirft, Gedenktafeln gestaltet und künstlerisch aufwendige Restaurierungen durchführt. Er lebt und arbeitet mit seiner Frau in Zepernick.

## Darstellung Jacobs in der bildenden Kunst
- Heinrich Tessmer: Bildhauer R. J. (1977, Öl, 120 × 120 cm)[2]

## Werke (Auswahl)

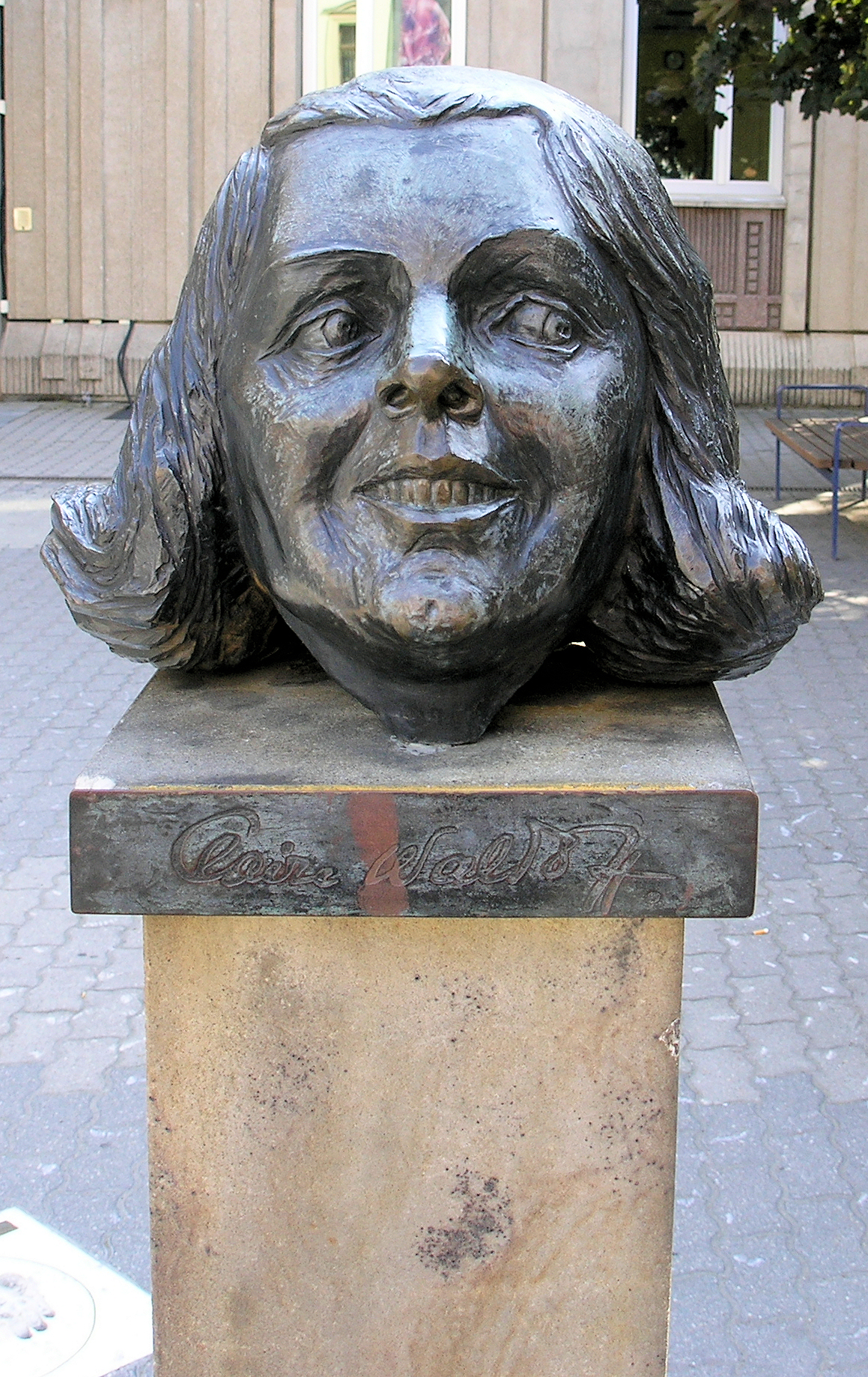
Bronzebüste Claire Waldoff, 1986/87

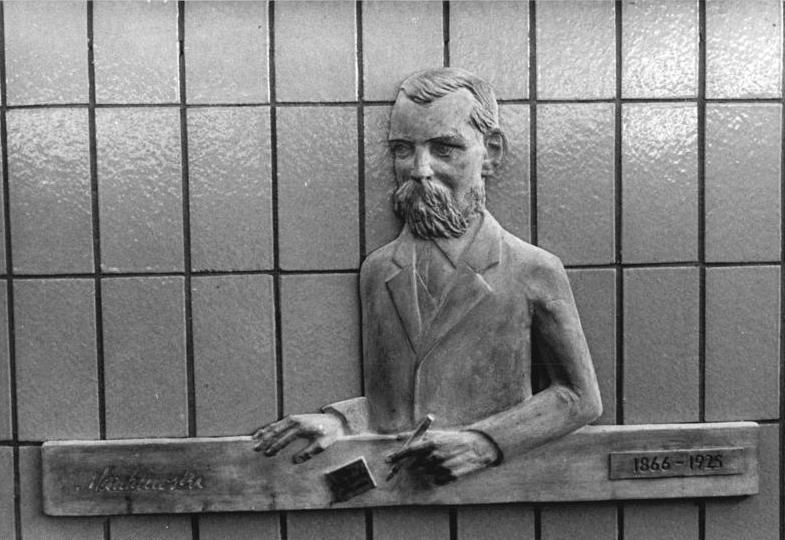
Porträt-Relief Julian Marchlewski, 1987

- 1977 Freundinnen und Liegende Figur (Speckstein)
- 1980 Eva (Bronze)
- 1980 Tröpfelbrunnen (Sandstein/Bronze), Berlin-Marzahn, Schulkomplex Allee der Kosmonauten; nach 1990 trockengelegt und umgesetzt in die Marzahner Promenade
- 1983 Figur im Raum (Bronze)
- 1986/87 Bronzebüste Claire Waldoff vor dem Friedrichstadt-Palast
- 1987 Porträt-Relief Julian Marchlewski, U-Bahnhof Marchlewskistraße
- 1987 Uhu (Bronze), Brotfabrik

## Ausstellungen (unvollständig)

### Personalausstellungen
- 2003 Berlin Galerie im Turm
- 2012 Eisenhüttenstadt Städtisches Museum und Galerie
- 2013 EWE Kunstparkhaus Strausberg

### Teilnahme an zentralen und wichtigen regionalen Ausstellungen in der DDR
- 1978 Frankfurt (Oder) Junge Künstler der DDR
- 1982: Berlin, Galerie am Prater („Berliner Grafik X.“)
- 1982/1983 und 1987/1988: Dresden, IX. und X. Kunstausstellung der DDR
- 1983: Museum Kloster Unser Lieben Frauen („Junge Bildhauerkunst der DDR“)
- 1984: Berlin, Neue Berliner Galerie im Alten Museum („Junge Künstler DDR/UdSSR für Frieden und Sozialismus“)

## Auszeichnungen
- 1980 Gustav-Weidanz-Preis für Plastik der Burg Giebichenstein Kunsthochschule Halle